# Tula (Italia)
Tula (Tula in sardo) è un comune italiano di 1 435 abitanti della città metropolitana di Sassari in Sardegna. Nel suo territorio si trova il lago Coghinas.
In località Sa Turrina Manna è sito un parco eolico gestito dell'Enel con 68 aerogeneratori per una capacità di 60+23,80 MW.

## Storia

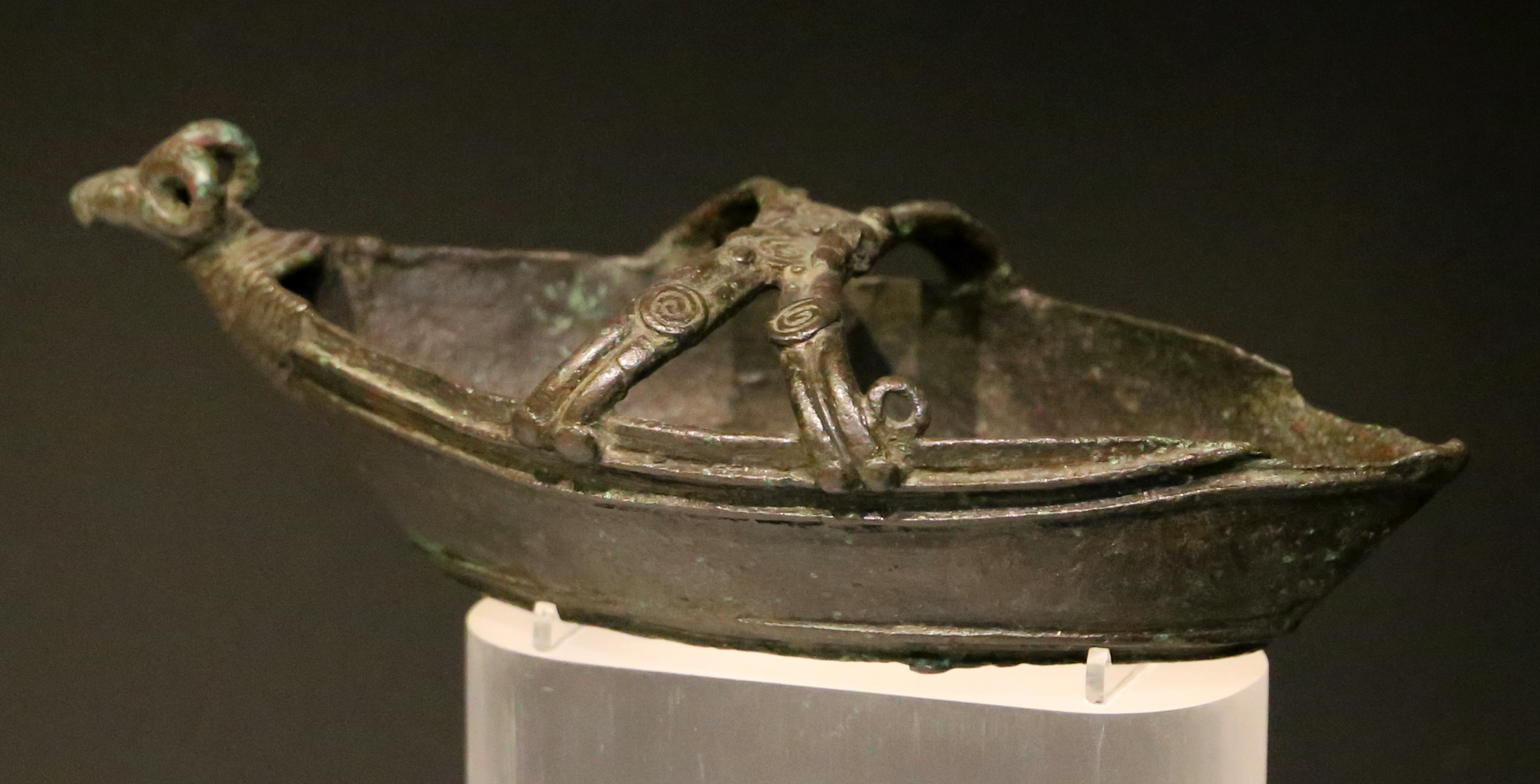
Navicella nuragica

L'area è stata abitata già in epoca neolitica per la presenza sul territorio di alcune Tomba dei giganti, e in epoca nuragica per la presenza di numerosi nuraghi.
Nel medioevo fece parte del giudicato di Torres e fece parte della curatoria di Monte Acuto. Nel territorio sorgeva un'altra villa, Bisarclu, sede vescovile e capoluogo di un'altra curatoria, quella di Nughedu, detta anche di Bisarcio o di Ardara. Bisarclu andò poi distrutta. Alla caduta del giudicato (1259) passò sotto la signoria dei Doria, e successivamente, intorno al 1350, sotto il dominio aragonese, che ne fecero un feudo. Nel XVIII secolo il paese fu incorporato nel ducato di Monte Acuto, feudo dei Tellez - Giron, ai quali fu riscattato nel 1839 con la soppressione del sistema feudale.

### Simboli
Lo stemma e il gonfalone del comune di Tula sono stati concessi con decreto del presidente della Repubblica del 20 dicembre 2001.
Lo stemma è uno scudo sannitico semipartito troncato in cui sono raffigurati: nel primo, di rosso, sette spighe di grano d'oro, impugnate, legate di azzurro; nel secondo, di verde, una fascia ondata di azzurro; nel terzo, la chiesa di Nostra Signora di Coros d'oro.
Il gonfalone è un drappo rettangolare partito di verde e di giallo.

## Monumenti e luoghi d'interesse

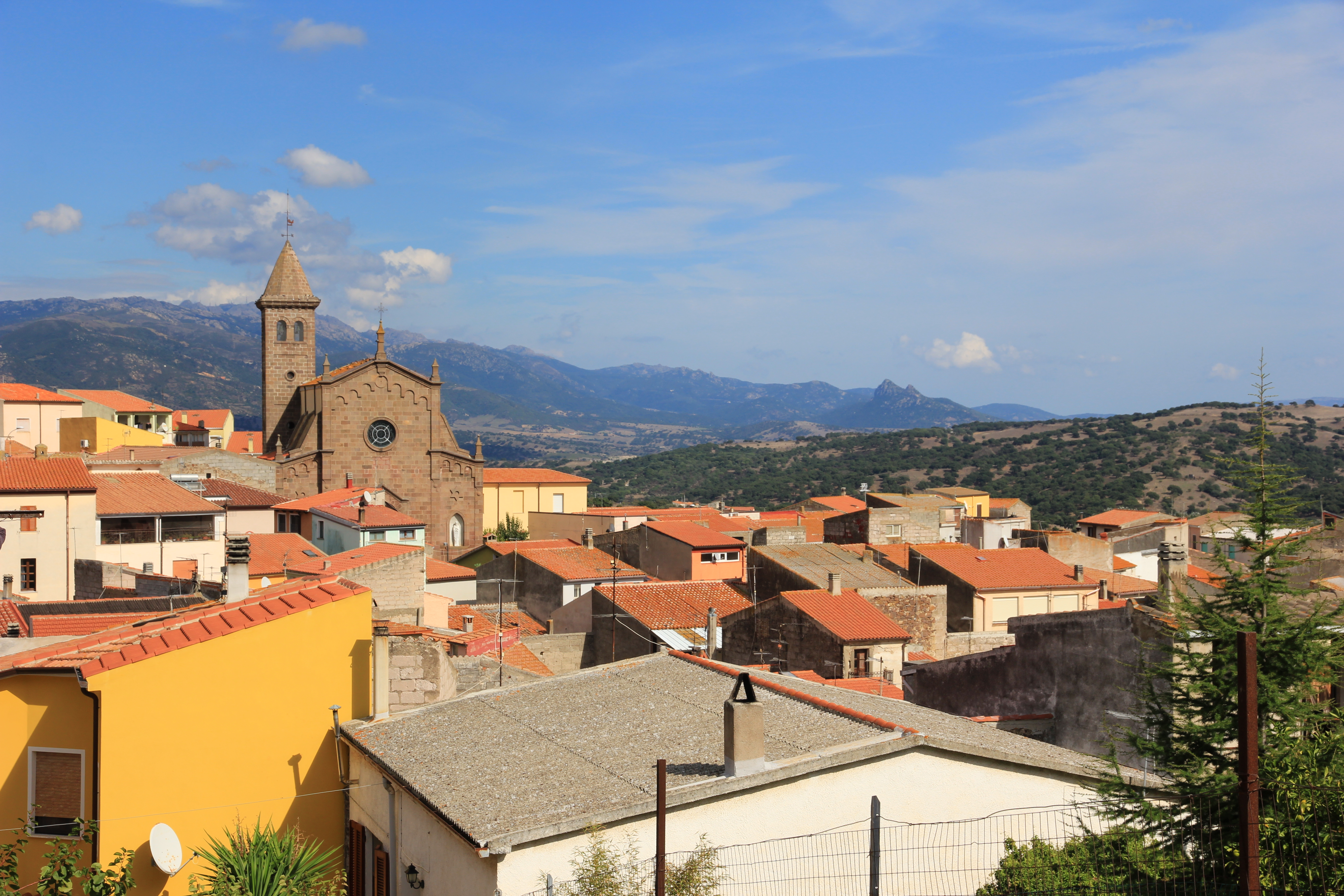
Chiesa di Sant'Elena Imperatrice

### Architetture religiose
- Chiesa di Sant'Elena Imperatrice
- Chiesa di Nostra Signora di Coros
- Chiesa di San Pietro a Sa Sia

### Altro
- Sito archeologico Sa Mandra Manna

## Società

### Evoluzione demografica
Abitanti censiti

### Etnie e minoranze straniere
Secondo i dati ISTAT al 31 dicembre 2010 la popolazione straniera residente era di 32 persone. Le nazionalità maggiormente rappresentate in base alla loro percentuale sul totale della popolazione residente erano:
- Romania 25 1,55%

### Lingua e dialetti
La variante del sardo parlata a Tula è quella logudorese settentrionale, eccezione per la sua frazione Sa Sia dove è parlato il gallurese.

## Amministrazione
| Periodo         | Periodo         | Primo cittadino              | Partito                              | Carica  | Note   |
| --------------- | --------------- | ---------------------------- | ------------------------------------ | ------- | ------ |
| 6 giugno 1993   | 27 aprile 1997  | Lodovico Luigi Antonio Obino | lista mista di sinistra              | Sindaco | [ 7 ]  |
| 27 aprile 1997  | 13 maggio 2001  | Tomaso Cordoni               | liste civiche di centro-sinistra     | Sindaco | [ 8 ]  |
| 13 maggio 2001  | 28 maggio 2006  | Tomaso Cordoni               | lista civica                         | Sindaco | [ 9 ]  |
| 28 maggio 2006  | 15 maggio 2011  | Andrea Becca                 | lista civica                         | Sindaco | [ 10 ] |
| 15 maggio 2011  | 5 giugno 2016   | Andrea Becca                 | lista civica "Per Tula Libera Mente" | Sindaco | [ 11 ] |
| 6 giugno 2016   | 11 ottobre 2021 | Gesuino Satta                | lista civica "Dies Noas"             | Sindaco | [ 12 ] |
| 11 ottobre 2021 | in carica       | Andrea Becca                 | lista civica "Progettiamo il futuro" | Sindaco | [ 13 ] |